# ستيتن
ستيتن، مدينة وبلدية تابعة إقليميا إلى دائرة بوعلام ولاية البيض الجزائرية.

## الموقع الجغرافي
يحد ستيتن كل من:
- شمالا: بلدية الشقيق
- جنوبا: بلدية الغاسول
- شرقا: بلدية سيدي سليمان
- غربا: بلدية البيض

## وصلات أخرى

### وصلات داخلية
- دائرة بوعلام
- ولاية البيض

### وصلات خارجية
- إذاعة البيض الجهوية نسخة محفوظة 27 ديسمبر 2012 على موقع واي باك مشين.: الموقع الرسمي.
- الموقع الرسمي لولاية البيض.
- متوسطة ابن خلدون (البيض).